# NGC 2848
NGC 2848 (również PGC 26404 lub UGCA 160) – galaktyka spiralna z poprzeczką (SBc), znajdująca się w gwiazdozbiorze Hydry. Odkrył ją William Herschel 31 grudnia 1785 roku. Rejon gwiazdotwórczy w tej galaktyce został skatalogowany pod numerem NGC 2847.
W galaktyce tej zaobserwowano supernową SN 1994L.